# Peniel Mlapa
Peniel Kokou Mlapa (Lomé, 1991. február 20. –) togói születésű német korosztályos válogatott labdarúgó, de felnőtt színekben már a togói válogatott. 2023 óta az en-Naszr játékosa.